# Tonsille
Amygdales
Pour les articles homonymes, voir Amygdale.

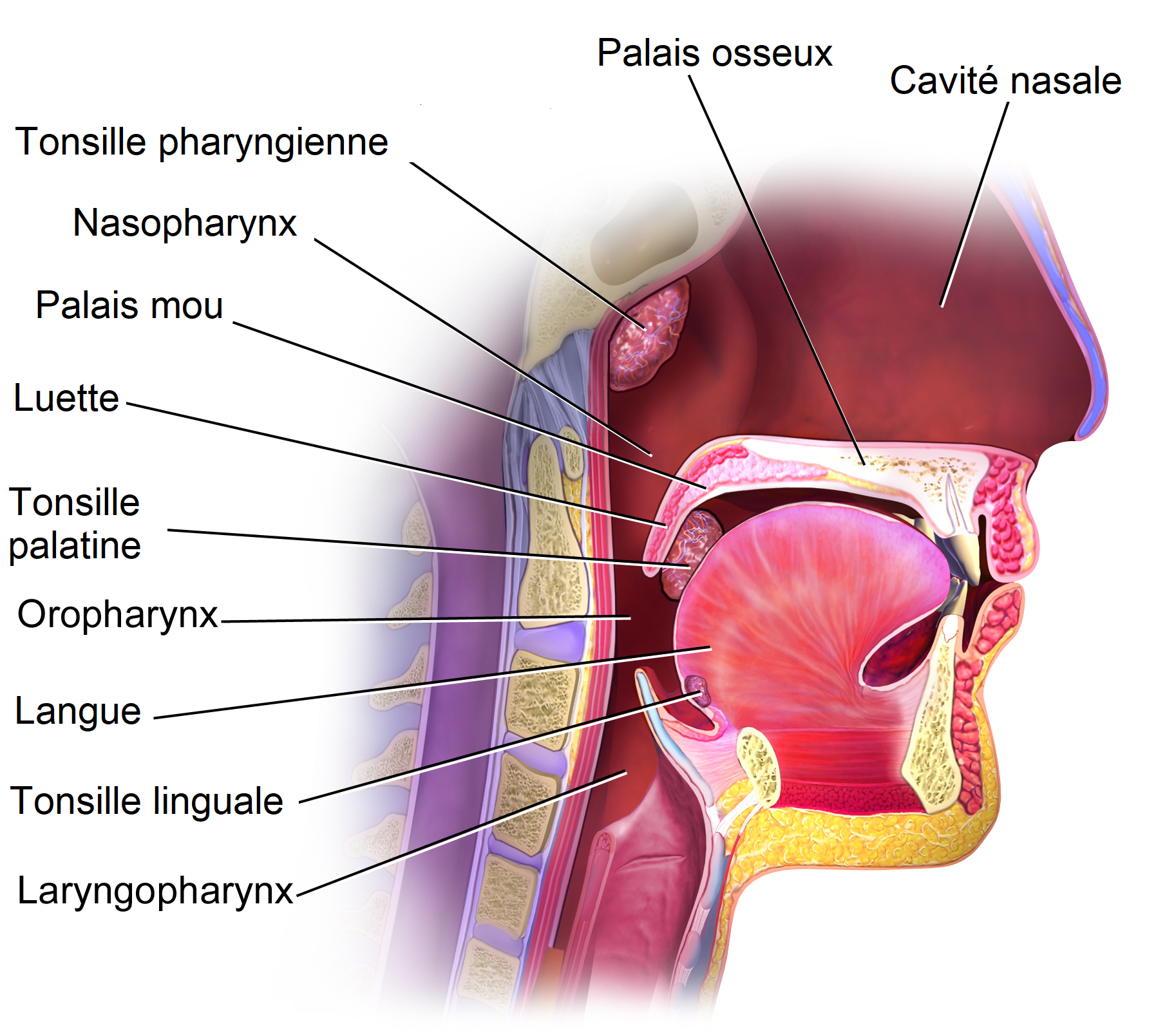
Schéma du pharynx en coupe sagittale montrant la localisation de plusieurs tonsilles.

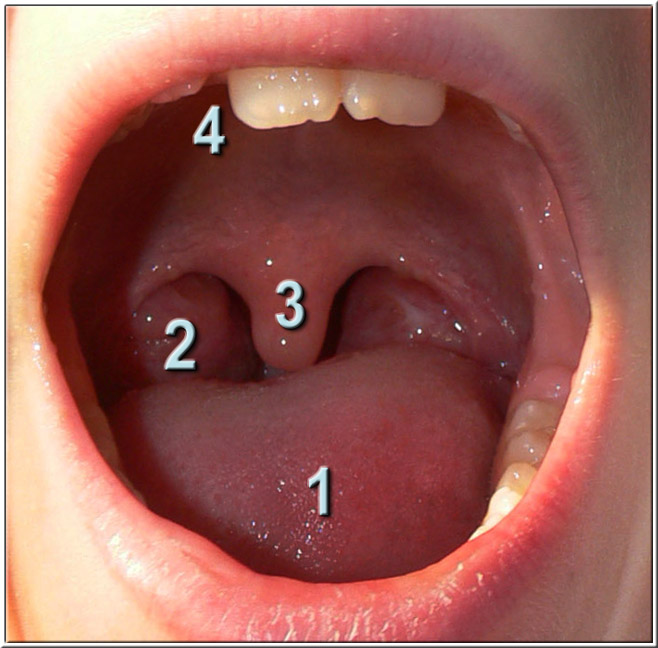
Vue de la bouche ouverte et de l'oropharynx : 1. Langue - 2. Tonsille palatine droite - 3. Luette - 4. Palais.

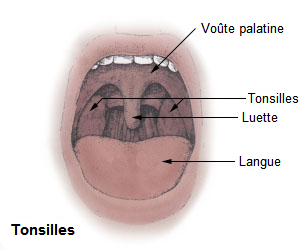
Schéma de la bouche ouverte et de l'oropharynx montrant les tonsilles palatines.

Les tonsilles (du latin tonsillæ : « amygdales », « glandes de la gorge » ; probablement issu du terme tonsilla, signifiant « poteau pour amarrer une barque »), plus connues sous le nom courant d’amygdales dans l’ancienne nomenclature (du grec ancien ἀμυγδάλη / amugdálē, « amande »), sont les organes lymphatiques de la gorge, en partie visibles au fond de la bouche. Elles jouent un rôle essentiel dans la défense immunitaire car elles sont situées, au niveau du pharynx, à l'entrée des voies respiratoires.
Dans le langage courant, le terme amygdale est souvent utilisé pour désigner la tonsille palatine.

## Description
Le pharynx comporte plusieurs paires de tonsilles :
- les tonsilles palatines sont les plus volumineuses, situées dans l'oropharynx de part et d'autre de la luette (généralement visibles à l'ouverture de la bouche) ;
- les tonsilles linguales sont situées de part et d'autre de la langue, en bas ;
- les tonsilles pharyngiennes (ou végétations adénoïdes) dans le nasopharynx ;
- les tonsilles tubaires à proximité de l'ouverture de chaque trompe d'Eustache.

L'ensemble des tonsilles constitue l'anneau (ou cercle) de Waldeyer.

## Croissance
Les tonsilles atteignent leur plus gros volume au moment de la puberté puis elles s'atrophient progressivement au cours du vieillissement.

## Rôle immunitaire
Le tissu lymphoïde des tonsilles participe de façon importante à la défense immunitaire. 
En effet, étant placées sur le trajet de l'air inspiré et des aliments ingérés, les tonsilles peuvent prélever un échantillon des diverses substances qui pénètrent dans les systèmes respiratoire ou digestifs et déclencher la synthèse d'anticorps appropriés lors d'une réaction immunitaire.

La surface des tonsilles est accidentée et marquée de profonds sillons, les cryptes. Elles sont le siège d'une importante flore bactérienne.

## Pathologies

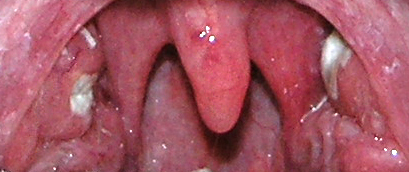
Inflammation bilatérale des tonsilles

L'inflammation est la pathologie la plus courante concernant les tonsilles.
En cas d'infection (angine), elles peuvent être douloureuses et présenter une modification de leur aspect ou de leur volume.
Cancer : le carcinome épidermoïde de l'amygdale (ou TSCC pour « Tonsillar squamous cell carcinoma ») semble avoir une étiologique propre (différente de celles d'autres cancers de la bouche), encore mal comprise. C'est un cancer dont l'incidence a fortement augmenté aux États-Unis chez les femmes blanches (selon une étude faite dans le Connecticut pour la période 1945 à 1994) alors qu'elle est restée assez constante chez les hommes blancs, ce qui peut faire évoquer une étiologie hormonale ou liée à des produits cosmétiques ou simplement être expliqué par des changements dans le tabagisme (de plus en plus de femmes fument durant cette période) et par une augmentation des infections à papillomavirus humain par voie orale. La même étude a montré que de 1973 à 1995 (dans le Connecticut toujours) les taux d'incidence étaient nettement plus élevés au sein de la population noire que blanche. Pour les moins de 60 ans, les hommes (et non les femmes) ont connu une augmentation annuelle importante de l'incidence du SCC de 1973 à 1995. Ces différences ne sont pas constatées pour les autres cancers de la bouche et selon les auteurs ne peuvent être expliquées par les différences de pratique d'amygdalectomie.
Chez l'enfant, leur volume relatif par rapport au diamètre de la gorge peut être néanmoins important et une amygdalectomie (ou tonsillectomie) peut s'avérer nécessaire si leur inflammation provoque une obstruction des voies respiratoires ou interfère avec la déglutition.
Chez les individus présentant des cryptes profondes, on parle d'amygdales cryptiques. Ces personnes sont plus à risque de développer du caséum dans ces cryptes. Le caséum est un facteur participant à la formation de la mauvaise haleine, pouvant aller jusqu'à nécessiter une amygdalectomie.